# نيفرسوفت
نيفرسوفت (بالإنجليزية: Neversoft)‏ هي شركة أمريكية متخصصة في ألعاب الفيديو ، تأسست عام 1994 ويقع مقرها في وودلاند هيلز، لوس أنجلوس. تم تأسيسها عن طريق ميك ويست وكريس وارد تقوم الشركة بـ تطوير ألعاب الفيديو. من أشهر ألعابها سلسلة توني هوك. استحوذت شركة أكتيفجن عليها في عام 1999 .

## من ألعابها
- جيتار هيرو 5
- باند هيرو